# Cerreto Guidi
Cerreto Guidi település Olaszországban, Toszkána régióban, Firenze megyében. Lakosainak száma 10 678 fő (2023. január 1.). Cerreto Guidi Empoli, Fucecchio, Lamporecchio, Larciano, San Miniato és Vinci községekkel határos.

## Népesség
A település lakossága az elmúlt években az alábbi módon változott:
| Lakosok száma | 10 735 | 11 010 | 10 678 |
|               | 2013   | 2018   | 2023   |